# Asociación Internacional de Educadores Sociales

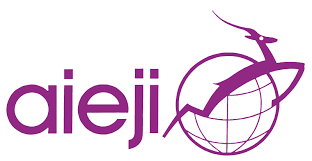
El logotipo de AIEJI, Asociación Internacional de Educadores Sociales.

La Asociación Internacional de Educadores Sociales (AIEJI) es una organización sin ánimo de lucro, fundada el 19 de marzo de 1951 en Alemania, cuando los altos comisionados de Francia, Alemania y los Países Bajos llevaron a cabo una reunión para discutir qué hacer con los niños y jóvenes que habían quedado huérfanos después de la Segunda Guerra Mundial, para garantizar su educación. El AIEJI nació como un espacio de encuentro e intercambio del trabajo socio-educativo dirigido a jóvenes y niños inadaptados.

## Historia
A finales de 1940 la oficina alemana de la División Cultural del Alto Comisionado Francés asignó a H. Van Etten y H. Joubrel la responsabilidad de organizar una reunión internacional para tratar sobre la educación de los niños y jóvenes con problemas. El propósito de esta reunión, celebrada en abril de 1949, era dar  a conocer y promover una mejor comprensión entre los franceses y los alemanes sobre las secuelas que la Segundo Guerra Mundial había causado en los niños y jóvenes. Inicialmente solo estaba previsto que  participaran representantes alemanes y franceses, a pesar de que posteriormente se  sumaron miembros otros países.
Una segunda reunión tuvo lugar al 1950 a Bad Dürckheim y un año después en Friburgo de Brisgòvia. La cuarta conferencia se llevó a cabo el 19 de marzo de 1951 en Alemania. Fue en este encuentro que se evidenció que este tipo de reuniones internacionales eran útiles para abordar las necesidades de los niños y jóvenes. Es por este motivo que en las montañas, cerca de Friburgo de Brisgòvia a Schluchsee, los participantes crearon el  "Association of Workers for Troubled Children an Yourth" (AIEJI) y se eligió como presidente un holandés, M.D.Q.R. Mulock Houwer, que en aquel momento era el director de las escuelas Zandbergen a Amersfoort. La sede de la organización se estableció en los Países Bajos.

## Objetivos
La asociación tiene por objetivos reafirmar y promover la filosofía de la educación social y su singularidad, que implica que el educador y educadora social esté activamente en contacto con los usuarios con los cuales trabaja, no solo individualmente sino con grupos, con familias, con comunidades, en su entorno, para el desarrollo de sus potencialidades y para la resolución de sus dificultades personales, sociales y comunitarias.
Para la AIEJI, los educadores y educadoras sociales son profesionales que trabajan con niños, adolescentes y adultos, que necesitan acciones socioeducatives individual o colectivamente. Estos educadores y educadoras ejercen en diferentes contextos a través de acciones individuales, comunitarias o en instituciones residenciales, respetando la ética profesional. Ejercen diferentes funciones en la práctica educativa, en la dirección de programas, en la formación, en la investigación y en la realización de acciones como experto, en el ámbito socioeducatiu.
Los objetivos son:
1. Aglutinar los educadores y educadoras sociales de todos los países y promover una práctica profesional  de calidad orientada a asegurar el mejor para las personas atendidas desde la profesión.
2. Fomentar la riqueza de la diversidad, promoviendo el trabajo conjunto de personas de diferentes orígenes y culturas a través de la afiliación internacional de la AIEJI.
3. Contribuir al desarrollo de la educación y la formación profesional para aumentar la competencia de todos los educadores y educadoras sociales.
4. Promover la organización de la profesión de la educación social y fomentar la creación de redes entre los miembros del AIEJI para incrementar la colaboración internacional.[5]
5. Enfatizar la práctica profesional y los métodos educativos basados en las declaraciones de Naciones Unidas de derechos humanos y derechos de los niños.

## Congresos
Cada 4° año, AIEJI celebra un congreso internacional para todos sus miembros y profesionales afiliados, académicos, profesionales y otros.
El congreso mundial es el evento principal de la asociación que constituye la dirección y el propósito de la asociación y donde el conocimiento se produce, recopila e intercambia. 

### Congreso Mundial 10-12 de abril de 2017, Brasil
El 19º Congreso Mundial de AIEJI se llevó a cabo del 10 al 12 de abril de 2017. El congreso fue organizado por AEESSP (Asociación de Educadores y Educadores del Estado de Sao Paulo) y tuvo lugar en la Universidad de Campinas en el estado de Sao Paulo. El tema del congreso fue: "Yo soy, porque somos". Se trató el trabajo educativo social con refugiados menores y dentro de la salud mental.

### Congreso Mundial 2 - 5 de abril de 2013, Luxemburgo
El 18º Congreso Mundial de AIEJI tuvo lugar en Luxemburgo y fue organizado por APEG - Association professionelle des éducateurs gradués, la asociación nacional de educadores sociales de Luxembourg. El tema del congreso fue: “Integración e inclusión social”.

### Congreso Mundial 2009, Dinamarca
El 17º Congreso Mundial de AIEJI en mayo de 2009, Copenhague, fue un gran éxito con los educadores sociales de todo el mundo reuniéndose e intercambiando experiencias, haciendo amistades y vínculos profesionales. Contó con la participación del presidente Benny Andersen, del Sr. Nyrup Rasmussen y de Martin Brokenleg.

## Miembros de la organización
- Asociación Española de Equionoterapias (AEDEQ)
- Associação dos Educadoras e Educadoras Sociais do Estado paulistano (AEESSP)
- Associazione Nazionale Educatori Professionali (ANEP)
- Associacao Dos Profeissionais Tecnicos Superiores De Educator Social (APTSES)
- Association for the Development of Social Education in Israel (EFSHAR)
- Avenir Social
- Beruffsverband vun de Sozialpädagogen (APEG)
- Consejo General de Colegios de Educadoras y Educadores Sociales (CGCEES)
- Ecole Européenne Supérieure en Travail Social (EESTS)
- Ecole de études sociales te pédagogique, Switzerland (EESP)
- Ecole Protestante de Altitude
- European House
- Fachhochschule Nordwestschewiz
- Fellesorganisasjonen (the Norwegian Federation of Social Educators) (FO)
- Føroya Pedagogfelag
- Fundación Pioneros
- Haute École fribourgeoise de travail social (HEF-TS)
- Hautes Ecoles Specialisées (HES)
- Croatian Association of Social Pedagogas (HUSP)
- Maison de Jeunes
- Perorsaasut Ilinniarsimasut Peqatigiifiat (Greenland’s Federation of Social Educators) (PIP)
- Plantijn Hogesschool
- Rural Development and Youth Training Insitute
- Russian Union of Social Workers and Social Pedagogas
- School of Social Work (India)
- Socialpædagogernes Landsforbund
- Talentia Sosiaalipedagogit
- Throskathjalfafelag Islands
- Verein von Erziehern gefährdeter Jugend ni Deutschland (VEGJD)